# Rossano
Rossano város (közigazgatásilag comune) Olaszország Calabria régiójában, Cosenza megyében.

## Fekvése
A település a Jón-tenger partján fekszik, a Szübariszi-síkság keleti részén. Határai: Calopezzati, Corigliano Calabro, Crosia, Cropalati, Longobucco és Paludi.

## Története
A település elődjét valószínűleg az enotrik alapították az i. e. 11 században. Nevét valószínűleg a Magna Graeciába érkező görög telepesektől kapta: ruszión (jelentése megmentő), akrón (jelentése kiemelkedés). A rómaiak fennhatósága idején Roscius néven volt ismert. A Nyugatrómai Birodalom bukása után a bizánciak fennhatósága alá került. Ebben az időszakban (540–1059 között) élte virágkorát. 1059-ben a normann Szicíliai Királyság része lett. A középkor során hűbéri birtok volt. 1865-ben lett önálló település az Olasz Királyságon belül.

## Népessége
A népesség számának alakulása:

## Főbb látnivalói
- a 9. században épült Maria Santissima Achiropita-katedrális
- a 9-10. században épült Sant’Anastasia-templom
- a 15. századi San Bernardino-templom
- a 16. századi San Francesco di Paola-templom
- a 16. századi Santa Chiara-templom
- a 16. századi Torre Stellata, a település középkori erődítménye
- a San Marco-templom